# Aliança Nacional Mallorquina
Aliança Nacional Mallorquina (ANAM) fou un partit polític de Mallorca fundat el 1975 per Climent Garau Arbona i Josep Melià i Pericàs, d'ideologia centrista, amb la pretensió de donar suport a les peticions d'autogovern per a les Illes Balears. Desaparegué als pocs mesos, però reaparegué el 1976 per a integrar el Grup Autonomista i Socialista de les Illes (GASI), el Partit Nacionalista Mallorquí, els dissidents del Partit Socialista de les Illes (PSI), i un grup d'independents agrupats per Josep Melià.
En el seu programa reclama llibertats, democràcia, un estatut d'autonomia per a les Illes Balears, la negociació amb l'Estat de les competències que han de ser transferides a les organitzacions autonòmiques, i la planificació d'un model de societat ajustat a les necessitats del país. Cap al 1977 l'ANAM es transformà en Unió Autonomista de Balears.